# Dermogenys weberi
Dermogenys weberi é uma espécie de peixe da família Hemiramphidae.
É endémica da Indonésia.